# Koema-Manytsjlaagte

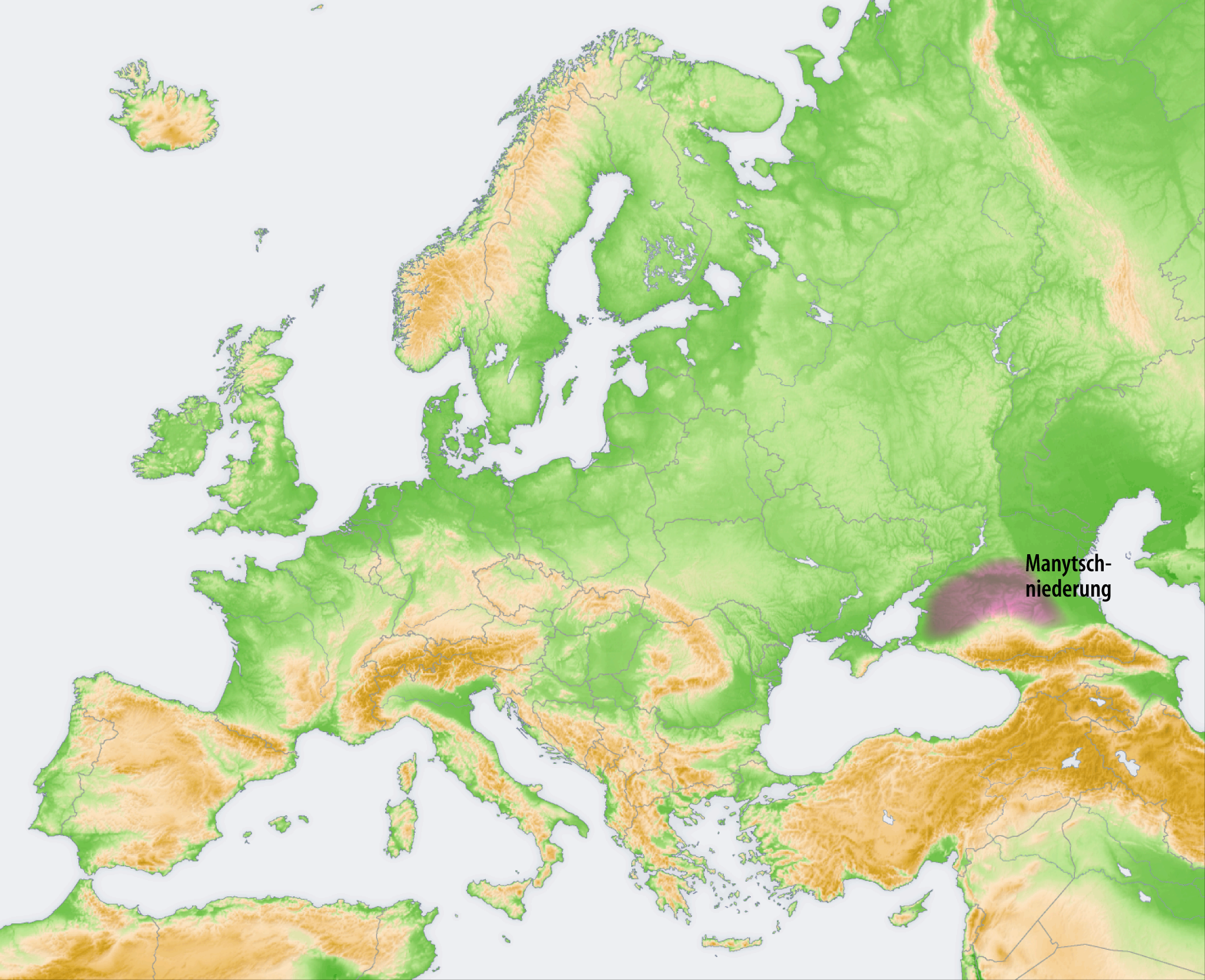
ligging van de Koema-Manytsjlaagte

De Koema-Manytsjlaagte (Russisch: Кумо-Манычская впадина; Koemo-manytsjskaja vpadina), ook Manytsj of Manyč genoemd, is een geologische laagte in West-Rusland. De laagte scheidt het Russisch Laagland in het noorden van de uitlopers van de Kaukasus in het zuiden, en loopt tussen de Zee van Azov en de Kaspische Zee. Ze is vernoemd naar de rivieren Koema en Manytsj.
Door verschillende geografen en geologen wordt het beschouwd als de natuurlijke grens tussen Europa en Azië. Andere grenzen waren/zijn de Tanais ofwel Don in de oudheid en de Kaukasus.